# Arianna David
Arianna David (ur. 3 czerwca 1973 w Rzymie) – Miss Włoch 1993.
W 2002 wystąpiła w filmie Miss Italia. W 2005 roku wzięła udział w reality-show L'Isola dei Famosi.